# Contea di Ji
La contea di Ji (cinese semplificato: 蓟县; cinese tradizionale: 薊縣; mandarino pinyin: Jì Xiàn) è un distretto di Tientsin. Ha una superficie di 1.593 km² e una popolazione di 810.000 abitanti al 2004.